# Pressano
Pressano (Presàn in dialetto trentino) è una frazione del comune italiano di Lavis, nella provincia autonoma di Trento, in Trentino-Alto Adige. Ha 556 abitanti, ed è situato su una collina a nord del capoluogo comunale.

## Origini del nome
L'etimologia del nome Pressano potrebbe derivare dal latino "per sanum", che indicherebbe la salubrità del luogo posto in collina, lontano dalle insalubri paludi del fondovalle.

## Storia
La località di Pressano è presumibilmente di origine romana, come testimoniato dai ritrovamenti archeologici tra i quali spicca una statuetta bronzea di Venere risalente al II secolo conservata presso il Castello del Buonconsiglio di Trento.

## Monumenti e luoghi d'interesse

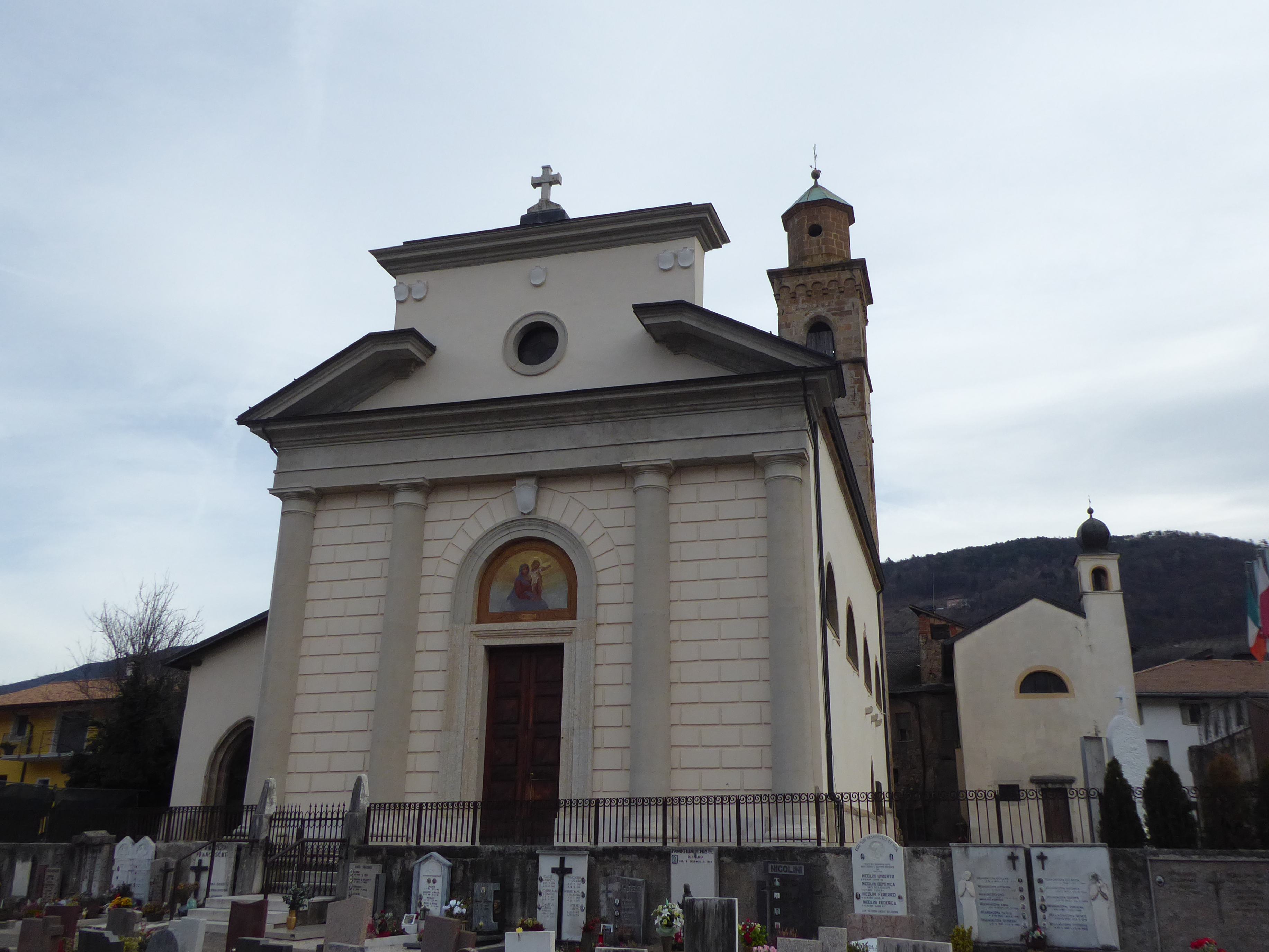
Le due chiese di Pressano; San Felice da Nola a sinistra, Sant'Anna a destra

- chiesa di San Felice da Nola: chiesa parrocchiale di Pressano, risalente al XII secolo[3][4]
- Chiesa di Sant'Anna: piccola chiesa sussidiaria posta a fianco della parrocchiale

## Infrastrutture e trasporti
A Lavis passa la linea 17 urbana di Trento, poi da Lavis bisogna prendere una corriera che porta a Pressano.
A Pressano non ci sono linee di bus o ferrovie.

## Sport

### Pallamano
La Pallamano Pressano è famosa in tutta Italia per esser una delle maggiori squadre di Serie A maschile. Ha vinto 1 supercoppa e 1 coppa Italia.
Le gare casalinghe le gioca a Lavis nel palazzetto Palavis che può contenere fino a 1.500 persone.